# DIPAMP
DIPAMP is een complexvormend difosfine. De afkorting is afgeleid van de Engelse naam: DImer of PhenylAnisylMethylPhosphine. De stof bestaat in een (R,R)- en een (S,S)-chirale vorm, daarnaast is een niet-chirale of meso-vorm bekend. DIPAMP complexeert aan metalen via de fosforatomen. Een van de toepassingen is in de synthese van L-DOPA.
De chiraliteit van de verbinding is terug te voeren op het feit dat fosfor, in tegenstelling tot stikstof, niet in staat is om piramidale inversie te ondergaan. In de amines, waar dat wel mogelijk is, treedt daarom geen R-S-isomerie op, in de fosfines wel.